# رودباریخ کش
رودباریخ کش، روستایی از توابع بخش مرکزی شهرستان بهشهر در استان مازندران ایران است.
بعد از ساخت سد گلورد این روستا در دریاچه سد قرار می گرفت که با وجود چند سال تاخیر، قبل از افتتاح و آبگیری سد خانه‌ها خریداری و روستا به‌صورت کامل به بالادست دریاچه، در محلی که دید عالی به دریاچه سد گلورد دارد منتقل شد.

## جمعیت
این روستا در دهستان پنج هزاره قرار دارد و براساس سرشماری مرکز آمار ایران در سال ۱۳۸۵، جمعیت آن ۱۵۸ نفر (۳۲خانوار) بوده‌است. مردم رودباریخ کش از قومیت طبری هستند. مردم رودباریخ کش به زبان طبری (مازندرانی) سخن می‌گویند.